# Choke (Poppy)
Choke è il secondo EP della cantante statunitense Poppy. Fu pubblicato il 28 giugno 2019 come suo ultimo progetto sotto Mad Decent.

## Descrizione
Nel suo secondo album di studio, Am I a Girl?, Poppy andò in una direzione metal nella seconda parte delle tracce, specialmente X. Dunque, l'EP getta le sue radici nell'abum, in quanto Voicemail è un seguito al singolo. Poppy infine fu in grado di accumulare abbastanza materiale per un EP vero e proprio.
Il 7 maggio 2019 Poppy confermò sul suo sito Poppy.Church che avrebbe pubblicato un nuovo EP, oltre I C U: Music to Read To. Il 19 giugno dello stesso anno, l'EP divenne disponibile al pre-ordine; annunciando anche il pre-ordine dell'audiocassetta dell'EP, rilasciate poi il 30 luglio dello stesso anno.
In un'intervista con il sito di critica musicale Gigwise, la cantante rivelò che originariamente il titolo del disco sarebbe dovuto essere quello della quarta traccia, ovvero Meat, ma alla fine decise di abbandonare l'idea e pubblicarlo sotto il titolo di Choke.

## Composizione
Poiché l'EP mescola diverse influenze, come elettropop, synth pop, trap e nu metal; è spesso definito dai critici come un album di fusione dei generi. 
Poppy ha scelto Voicemail come canzone portante dell'album poichè fa da ponte fra X e l'EP, si esprime sulla traccia dicendo "abbiamo visto le visuali [il video musicale bianco e nero] così fortemente che pensammo che dovevamo continuarne la storia."
Scary Mask è il brano preferito dell'EP di Poppy.

## Singoli
- Voicemail, pubblicato il 7 febbraio 2019, seguendo il videoclip pubblicato il 31 gennaio. Per promuovere sia il singolo che l'EP, Poppy creò un numero telefonico a cui i fan potessero lasciare posta vocale.[8]
- Scary Mask, uscito il 29 maggio 2019. Fu promosso da Poppy sul suo canale YouTube tramite i video "The Icky Babies" e "The Scary Mask Warning". Inoltre, è stata cantata dal vivo al WWE NXT.[9]
- Choke, terzo ed ultimo singolo estratto dal disco, è stato pubblicato il 19 giugno 2019. Fu cantata dal vivo sul canale radiofonico BBC Radio 1 prima della pubblicazione ufficiale del singolo stesso.[10]

## Accoglienza
Il blog di musica americano Ones to Watch descrive l'EP come una versione moderna e metal del secondo album di Marina, Electra Heart. Gigwise paragona gli accordi e basso dei brani a quelli dei Nine Inch Nails.

## Tracce
1. Choke – 4:02 (Moriah Pereira, Corey Mixter)
2. Voicemail – 2:42 (Moriah Pereira, Corey Mixter)
3. Scary Mask (feat. Fever 333) – 3:02 (Chris Greatti, Zakk Cervini, Stephen Harrison, Corey Mixter)
4. Meat – 3:32 (Moriah Pereira, Corey Mixter, Simon Wilcox)
5. The Holy Mountain – 3:32 (Moriah Pereira, Corey Mixter)

Lunghezza totale: 16:50 minuti.